# Friederich Franzl
Friederich Franzl (1905. március 6. – 1989) osztrák labdarúgókapus.

## Pályafutása
1923 és 1931 között az Admira Wacker, 1931 és 1937 között a Wiener SC labdarúgója volt. 1926 és 1931 között 15 alkalommal szerepelt az
osztrák válogatottban. Tagja volt az 1934-es olaszországi világbajnokságon részt vevő csapatnak.